# Боркі (Слупецький повіт)
Боркі (пол. Borki) — село в Польщі, у гміні Слупца Слупецького повіту Великопольського воєводства.
Населення — 134 особи (2011).
У 1975-1998 роках село належало до Конінського воєводства.

## Демографія
Демографічна структура станом на 31 березня 2011 року:
|          | Загалом | Допрацездатний вік | Працездатний вік | Постпрацездатний вік |
| -------- | ------- | ------------------ | ---------------- | -------------------- |
| Чоловіки | 60      | 9                  | 43               | 8                    |
| Жінки    | 74      | 16                 | 42               | 16                   |
| Разом    | 134     | 25                 | 85               | 24                   |